# Plays Metallica by Four Cellos
Plays Metallica by Four Cellos je studiové album od finské kapely Apocalyptica.

## Seznam skladeb
1. „Enter Sandman“ – 3:41
2. „Master Of Puppets“ – 7:17
3. „Harvester Of Sorrow“ – 6:15
4. „The Unforgiven“ – 5:23
5. „Sad But True“ – 4:48
6. „Creeping Death“ – 5:08
7. „Wherever I May Roam“ – 6:09
8. „Welcome Home (Sanitarium)“ – 5:50